# Каспинское сельское поселение
Каспинское се́льское поселе́ние — муниципальное образование в Шебалинском муниципальном районе Республики Алтай Российской Федерации.
Административный центр — село Каспа.

## История
Статус и границы сельского поселения установлены Законом Республики Алтай от 13 января 2005 года № 10-РЗ «Об образовании муниципальных образований, наделении соответствующим статусом и установлении их границ»

## Население
| 2010 | 2011 | 2012 | 2013 | 2014 | 2015 | 2016 |
| ---- | ---- | ---- | ---- | ---- | ---- | ---- |
| 360  | →360 | ↗364 | ↗366 | ↗367 | ↗371 | ↗372 |
| 2017 | 2018 | 2019 | 2020 | 2021 |      |      |
| ↘368 | ↗371 | ↗375 | ↘365 | ↘329 |      |      |

## Состав сельского поселения
| № | Населённый пункт | Тип населённого пункта       | Население |
| - | ---------------- | ---------------------------- | --------- |
| 1 | Каспа            | село, административный центр | ↘329      |